# Entedon vuattouxi
Entedon vuattouxi är en stekelart som beskrevs av Jean-Yves Rasplus 1990. Entedon vuattouxi ingår i släktet Entedon och familjen finglanssteklar.
Artens utbredningsområde är:
- Elfenbenskusten.
- Senegal.

Inga underarter finns listade i Catalogue of Life.